# Moscow United 2019
Questa voce raccoglie le informazioni riguardanti i Moscow United nelle competizioni ufficiali della stagione 2019.

## Maschile

### Roster
| Roster dei Moscow United (2019) |
| --- |
| Quarterback - 12 Ėl'šan Kazancev - 13 Aleksandr Nartov Running Back - 6 Artëm Godunov - 22 Vladimir Alekseev - 24 Nikita Markelov - 37 Kirill Gretčenko - 42 Sergej Tjukaev Wide Receiver - 1 Pavel Voronenko - 3 Denis Tjapaev - 5 Denis Sapronov - 8 Nikita Gureev WR/QB - 11 Stefan Glišič - 15 Sergej Širinja - 19 Artur Gusejnov - 20 Aleksej Novičkov - 82 Andrej Kiselev - 84 Kirill Kobunov - 87 Pavel Efremov - 89 Nikolaj Laršin WR/CB Offensive Linemen - 51 Anton Ciopič - 54 Nikita Ševčenko - 59 Artëm Zajcev - 60 Michajl Zajcev - 66 Maksim Bakulin - 71 Egor Gusakov - 75 Kirill Šepljakov OL/DL Defensive Linemen - 69 Kirill Zunin - 70 Kirill Demidov - 74 Egor Pavluchin - 78 Maksim Jakusevič - 91 Evgenij Butyrin - 91 Artur Malachov DE Linebacker - 34 Ivan Zajcev - 41 Aleksej Tjagunov - 45 Vitalij Ločechin - 48 Danila Abalov - 50 Aleksandr Minaev - 52 Boris Čugreev - 55 Dimitrij Gusakov - 56 Dimitrij Pletnëv - 57 Egor Šmigel'skij - 58 Nikolaj Efremov Defensive Back - 2 Dimitrij Ni SS/QB - 4 Konstantin Larikov S - 7 Oleg Morozov SS - 21 Pavel Kukanov S - 23 Evgenij Terechov CB - 25 Jan Rotmistrov CB - 27 Nikita Čistjakov CB - 28 Aleksej Jačkov CB - 30 Jurij Il'in CB - 31 Sergej Blochin S - 33 Andrej Tardasov CB - 36 Roman Kolmakov S Special Team - 14 Kirill Vyazovik K |

### Black Bowl 2019

#### Stagione regolare
| San Pietroburgo 12 maggio 2019 | Sankt Petersburg MČS University Team | 22 – 23 (8-0 0-0 8-17 6-6) referto | Moscow United | Stadion REP Holding |

| Vologda 26 maggio 2019 | Vologda Vikings | 19 – 18 (13-0 0-6 6-0 0-12) referto | Moscow United |  |

| Zelenograd 8 giugno 2019, ore 16:00 | Moscow Black Storm | 14 – 29 referto | Moscow United | Stadio del Rugby |

| Zelenograd 22 giugno 2019 | Moscow United | 51 – 0 (17-0 21-0 0-0 13-0) referto | Moscow Black Storm | Stadio del Rugby |

| Malojaroslavec 13 luglio 2019 | Cyborgs Obninsk | 8 – 34 referto | Moscow United | Stadion Junost' |

| Zelenograd 28 luglio 2019 | Moscow United | 53 – 0 (27-0 6-0 12-0 8-0) referto | Cyborgs Obninsk | Stadio del Rugby |

#### Playoff
| Zelenograd 7 settembre 2019 | Moscow United | 13 – 17 (0-0 3-3 7-7 3-7) referto | Podolsk Vityaz | Stadio del Rugby |

### Statistiche di squadra
| Competizione      | %Vittorie | In casa | In casa | In casa | In casa | In casa | In casa | In trasferta | In trasferta | In trasferta | In trasferta | In trasferta | In trasferta | Totale | Totale | Totale | Totale | Totale | Totale |
| Competizione      | %Vittorie | G       | V       | N       | P       | Pf      | Ps      | G            | V            | N            | P            | Pf           | Ps           | G      | V      | N      | P      | Pf     | Ps     |
| ----------------- | --------- | ------- | ------- | ------- | ------- | ------- | ------- | ------------ | ------------ | ------------ | ------------ | ------------ | ------------ | ------ | ------ | ------ | ------ | ------ | ------ |
| Stagione regolare | .833      | 2       | 2       | 0       | 0       | 104     | 0       | 4            | 3            | 0            | 1            | 104          | 63           | 6      | 5      | 0      | 1      | 208    | 63     |
| Playoff           | .000      | 0       | 0       | 0       | 0       | 0       | 0       | 1            | 0            | 0            | 1            | 13           | 17           | 1      | 0      | 0      | 1      | 13     | 17     |
| Totale            | .714      | 2       | 2       | 0       | 0       | 104     | 0       | 5            | 3            | 0            | 2            | 117          | 80           | 7      | 5      | 0      | 2      | 221    | 80     |

## Femminile

### Roster
| Roster delle Moscow Unicorns (2019) |
| --- |
| Quarterback - Liza Piskunova QB/LB Running Back - Valentina Krupyševa RB/DB - Anna Poljatykina RB/LB Wide Receiver - Marija Škil' WR/DB - Nastas'ja Tokareva-Daškevič WR/DB - Alla Larikova WR/LB - Natal'ja Glagoleva WR/DB Offensive Linemen - Julja Konovalova OL/DL - Margarita Belova - Alina Baskakova OL/DL - Ekaterina Šestakova Defensive Linemen Linebacker Defensive Back Special Team |

### WLAF Russia 2019

#### Stagione regolare
| Mosca 29 settembre 2019, ore 14:30 | Ekaterinburg Mad Wolves | 0 – 40 | Moscow Unicorns |  |

| Mosca 9 ottobre 2019, ore 20:15 | Far East Team | 0 – 30 | Moscow Unicorns |  |

| Mosca 20 ottobre 2019, ore 14:30 | Sechenov Phoenix | 0 – 50 | Moscow Unicorns |  |

### WLAF Moscow 2019

#### Stagione regolare
| Mosca 19 maggio 2019, ore 18:00 | Sechenov Phoenix | 0 – 14 | Moscow Unicorns |  |

| Mosca 16 giugno 2019, ore 18:00 | Moscow Dragonflies | 0 – 50 | Moscow Unicorns |  |

| Mosca 7 luglio 2019, ore 18:00 | Moscow Unicorns | 62 – 0 | Sechenov Phoenix |  |

| Mosca 21 luglio 2019, ore 18:00 | Moscow Dragonflies | 0 – 45 | Moscow Unicorns |  |

### Statistiche di squadra
| Competizione               | %Vittorie | In casa | In casa | In casa | In casa | In casa | In casa | In trasferta | In trasferta | In trasferta | In trasferta | In trasferta | In trasferta | Totale | Totale | Totale | Totale | Totale | Totale |
| Competizione               | %Vittorie | G       | V       | N       | P       | Pf      | Ps      | G            | V            | N            | P            | Pf           | Ps           | G      | V      | N      | P      | Pf     | Ps     |
| -------------------------- | --------- | ------- | ------- | ------- | ------- | ------- | ------- | ------------ | ------------ | ------------ | ------------ | ------------ | ------------ | ------ | ------ | ------ | ------ | ------ | ------ |
| Stagione regolare (Russia) | 1.000     | 0       | 0       | 0       | 0       | 0       | 0       | 3            | 3            | 0            | 0            | 120          | 0            | 3      | 3      | 0      | 0      | 120    | 0      |
| Stagione regolare (Mosca)  | 1.000     | 1       | 1       | 0       | 0       | 62      | 0       | 3            | 3            | 0            | 0            | 109          | 0            | 4      | 4      | 0      | 0      | 171    | 0      |
| Totale                     | 1.000     | 1       | 1       | 0       | 0       | 62      | 0       | 6            | 6            | 0            | 0            | 229          | 0            | 7      | 7      | 0      | 0      | 291    | 0      |